# Сент-Анн-Гайлендс (Колорадо)
Сент-Анн-Гайлендс (англ. St. Ann Highlands) — переписна місцевість (CDP) в США, в окрузі Боулдер штату Колорадо. Населення — 325 осіб (2020).

## Географія
Сент-Анн-Гайлендс розташований за координатами 39°59′15″ пн. ш. 105°27′21″ зх. д. / 39.98750° пн. ш. 105.45583° зх. д. (39.987471, -105.455925).  За даними Бюро перепису населення США в 2010 році переписна місцевість мала площу 3,50 км², уся площа — суходіл.

## Демографія
Згідно з переписом 2010 року, у переписній місцевості мешкало 288 осіб у 124 домогосподарствах у складі 93 родин. Густота населення становила 82 особи/км².  Було 138 помешкань (39/км²).
Расовий склад населення:
| - 94,8 % — білих - 1,0 % — азіатів - 2,1 % — осіб інших рас |

До двох чи більше рас належало 2,1 %. Частка іспаномовних становила 2,8 % від усіх жителів.
За віковим діапазоном населення розподілялося таким чином: 20,1 % — особи молодші 18 років, 70,2 % — особи у віці 18—64 років, 9,7 % — особи у віці 65 років та старші. Медіана віку мешканця становила 45,0 року. На 100 осіб жіночої статі у переписній місцевості припадало 107,2 чоловіків;  на 100 жінок у віці від 18 років та старших — 109,1 чоловіків також старших 18 років.
Середній дохід на одне домашнє господарство  становив 156 418 доларів США (медіана — 179 539), а середній дохід на одну сім'ю — 172 541 долар (медіана — 185 962). 
Цивільне працевлаштоване населення становило 141 осіб. Основні галузі зайнятості: освіта, охорона здоров'я та соціальна допомога — 45,4 %, виробництво — 24,8 %, публічна адміністрація — 9,2 %, науковці, спеціалісти, менеджери — 9,2 %.